# Mathieu Dumas

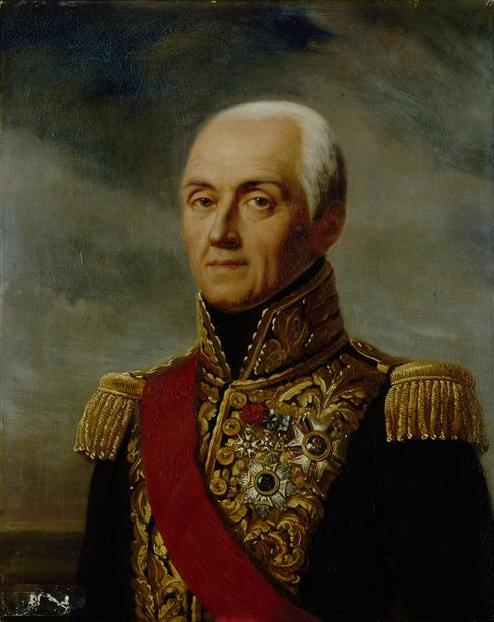
1842

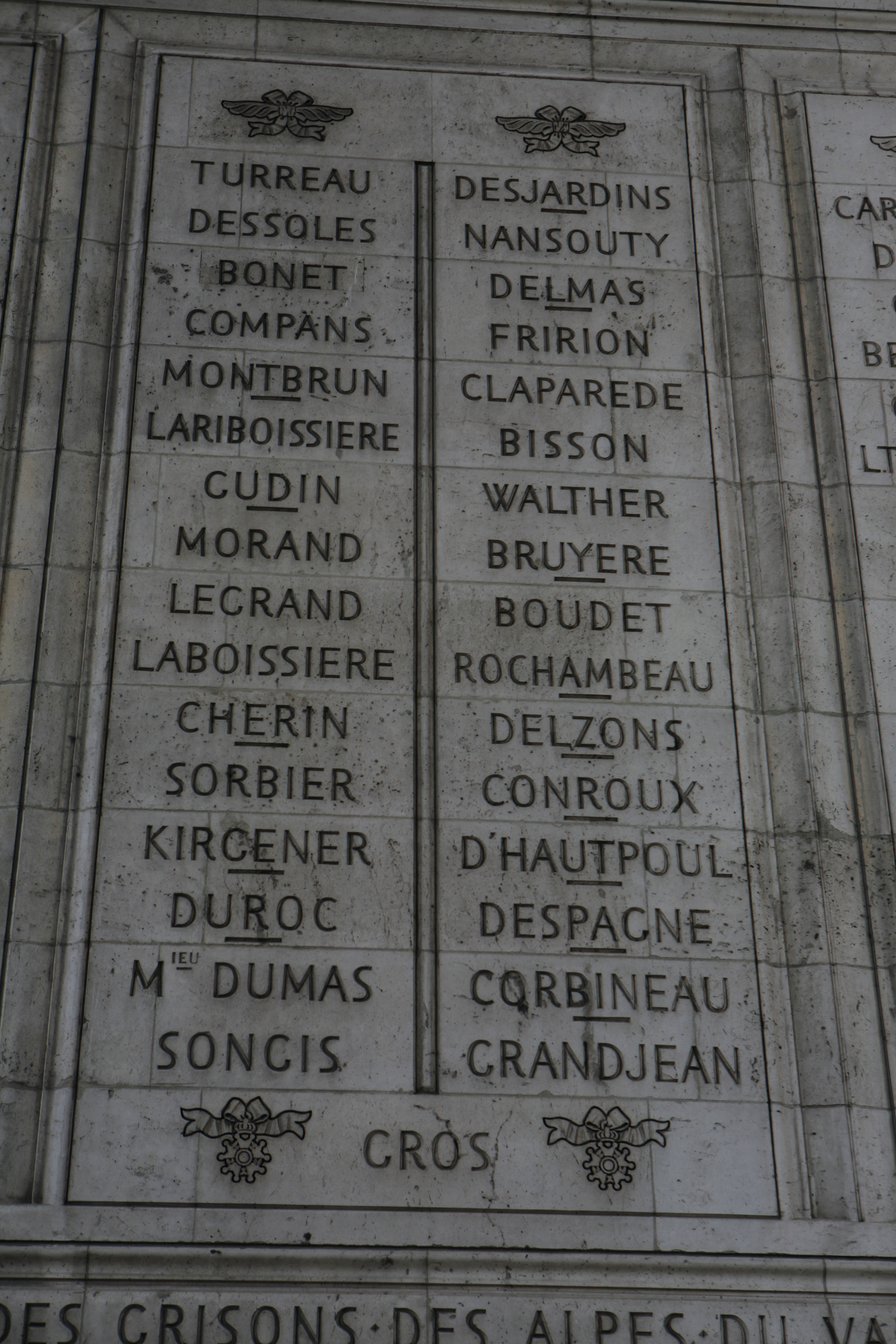
de oostelijke zuil van de Arc de Triomphe

Mathieu Dumas (Montpellier, 23 november 1753 - Parijs, 16 oktober 1837) was een Frans militair en politicus. Hij was lid van het Tribunaat en verdedigde in het parlement het voorstel om een Legioen van Eer in te stellen.
Dumas was actief als lid van het Tribunaat en bestuurde het door Frankrijk gedomineerde Koninkrijk Napels van 1806 tot 1808. Hij droeg het Grootkruis van het Legioen van Eer, het commandeurskruis van de Orde van de Heilige Lodewijk en was een Cincinnatus.

## Loopbaan
Als aide-de-camp van generaal Rochambeau vocht hij in de Amerikaanse Onafhankelijkheidsoorlog. Hij mocht daarom een der Cincinnati worden. Na zijn inzet in Amerika verkende Dumas in opdracht van de Franse regering het oostelijk Middellandse Zeegebied. In september/oktober 1787 was Dumas in Amsterdam waar hij de patriotten assisteerde bij het verdedigen van de stad tegen een Pruisisch leger en het bewind van stadhouder Willem V herstelde.
Bij het uitbreken van de Franse revolutie was Dumas kwartiermeester-generaal en aide-de-camp van maarschalk de Broglie. Na de val van de Bastille was hij aide-de-camp van generaal La Fayette.
Dumas, inmiddels commandant van de Nationale Garde, escorteerde in 1791 Lodewijk XVI, die de op zijn vlucht naar Varennes was aangehouden en terug naar Parijs werd gestuurd. Hij was als organisator van de eerste compagnie veldartillerie een van de organisatoren van de Franse overwinning op de Eerste Coalitie tegen het revolutionaire Frankrijk.
Dumas was afgevaardigde in de Assemblée nationale, later bij de staf van het leger verantwoordelijk voor de landkaarten. In deze functie maakte hij de Terreur mee. Hij organiseerde de revolutionaire Conseils de guerre bij de legereenheden.
De naam van Dumas verscheen op 18 fructidor (4 september) 1793 op de lijst van verdachten, de Liste des proscrits. Dat kwam in de praktijk met een doodvonnis overeen. Dumas vluchtte naar Hamburg en kon pas onder het Consulaat van Napoleon Bonaparte terugkeren.
Dumas organiseerde de reserve van het Franse leger in Italië en onderscheidde zich als officier bij de gewaagde oversteek van de Grote Sint-Bernhardpas. Napoleon maakte hem na de Vrede van Amiens staatsraad. In deze functie was hij betrokken bij de instelling van het Legioen van Eer. In 1805 werd hij divisiegeneraal en grootofficier van het Legioen van Eer.
In Napels werd Dumas minister van Oorlog van de volledig onbekwame koning Jozef Bonaparte. Jozef maakte hem groothofmaarschalk en grootdignitaris van de Orde van de Beide Siciliën. De oude revolutionair werd op 14 februari 1810 tot graaf van het Keizerrijk, comte de l'Empire, verheven.
Dumas was verdienstelijk in de Slag bij Wagram en bij Znaïm. Hij was op 14 december 1812 de laatste Fransman die de Niemen overstak, Napoleons invasie van Rusland was voorbij. Hij raakte in 1813 in de Slag bij Leipzig gewond, hij was toen intendant van het Franse leger. De krijgsgevangen Dumas keerde pas na de val van Napoleon terug naar zijn vaderland. Lodewijk XVIII benoemde hem tot honorair Staatsraad en gaf hem als commissaris de opdracht om de titels en aanspraken van oud-officieren te veroordelen. Dumas werd ook betaalmeester van het Franse leger.
Lodewijk XVIII benoemde graaf Dumas tot commandeur in de weer ingestelde Orde van de Heilige Lodewijk en Grootkruis van het Legioen van Eer. Toen Napoleon terugkeerde van zijn ballingschap op Elba heeft Dumas geaarzeld over zijn loyaliteit. Joseph Bonaparte wist Dumas over te halen om zich toch bij Napoleon te melden. Dumas kreeg wederom de opdracht om de Nationale Garde te organiseren.
De Honderd Dagen eindigden na de Slag bij Waterloo met het herstel van Lodewijk XVIII als koning der Fransen. Dumas was niet langer in de gratie en werd op 4 september 1816 gepensioneerd. Hij was fortuinlijk, andere aanhangers van Napoleon zoals Ney werden geëxecuteerd. Dumas kon al in 1819 terugkeren als Staatsraad en President van de Commissie voor de Oorlog, als président du comité de la guerre. Dumas, die nog steeds progressief was, koos in 1822 partij tegen de zeer reactionaire nieuwe koning Karel X van Frankrijk. Zijn stem voor de oppositie kostte hem zijn baan. Hij werd in 1828 tot volksvertegenwoordiger voor het Departement Seine gekozen. Hij was in 1830 een van de 221 parlementariërs die de politieke crisis en de val van de impopulaire koning van Bourbon uitlokten. Hij was een van de drie afgevaardigden die Lodewijk Filips, hertog van Orléans, uitnodigden om de macht over te nemen. Na de Julirevolutie werd hij, voor de derde maal, belast met de organisatie van de Nationale Garde. Hij werd bevelhebber van alle nationale gardisten in Frankrijk en burgerkoning Lodewijk Filips I van Frankrijk maakte hem pair van Frankrijk. In de Chambre des pairs was hij een van de 36 progressieve pairs die na de Julirevolutie het afschaffen van een erfelijk lidmaatschap van dit Franse Hogerhuis mogelijk maakten. Lodewijk Filips maakte hem in 1831 inspecteur-generaal van de Nationale Garde en opnieuw staatsraad.
Dumas schreef belangrijke studies over de revolutionaire oorlogen. Hij kon deze reeks publicaties niet afmaken omdat hij langzaam blind werd. Hij stierf, vrijwel blind, op 83-jarige leeftijd en werd op het Cimetière du Calvaire op Montmartre begraven.
Zijn naam werd naast die van de andere grote bevelhebbers van de Franse troepen op de Arc de Triomphe aangebracht.
- Bibliothèque nationale de France: cb125108581 (data)
- Biografisch Portaal: 14104120
- Gemeinsame Normdatei: 116244658
- International Standard Name Identifier: 0000 0001 0913 0715
- Library of Congress Control Number: n85246235
- Base Léonore: LH//843/35
- Nationale Bibliotheek van Tsjechië: xx0322544
- Nationale Bibliotheek van Israël: 987007275830905171
- Nederlandse Thesaurus van Auteursnamen: 070619549
- Istituto Centrale per il Catalogo Unico: LO1V135130
- Système universitaire de documentation: 034343970
- Virtual International Authority File: 276158330
- WorldCat: E39PBJfcHqB7hVbQTbYFFD4cyd